# Uta Rohrschneider
Uta Rohrschneider (* 16. Oktober 1963 in Hannover) ist eine deutsche Sachbuchautorin.

## Leben
Nach der Ausbildung zur Kinderkrankenschwester studierte Rohrschneider Psychologie (Schwerpunkte: Diagnostik, Arbeits- und Organisationspsychologie) und Arbeitsrecht. Von 1991 bis 1993 arbeitete sie im Human Resources Management der Aachen Münchener Versicherung. Von 1993 bis 1996 verantwortete sie die Personalentwicklung der Merten GmbH.

## Veröffentlichungen
Uta Rohrschneider
- Sinnhaft führen... Mehr Leistungsfreude mit weniger Führungsaufwand. Springer Gabler Verlag, Wiesbaden 2020, ISBN 978-3-658-29867-8.
- Macht, Neugier, Team... Mitarbeiter individuell führen und motivieren mit dem Reiss Motivatonsprofil. Gabler Verlag, Wiesbaden 2011, ISBN 978-3-8349-2459-9.

Uta Rohrschneider, Michael Lorenz:
- Vorstellungsgespräche - Best of Edition. 3., aktual. Ausgabe. Haufe-Lexware, Freiburg 2018, ISBN 978-3-648-12185-6.
- Bewerbungstraining. CreateSpace Independent Publishing Platform, 2015, ISBN 978-1-5143-0243-9.
- Bewerbung für Berufseinsteiger - inkl. Arbeitshilfen online. Haufe Lexware, Freiburg 2015, ISBN 978-3-648-06584-6.
- Neuorientierung für Führungskräfte: Berater in eigener Sache. 2., aktual. Ausgabe. Springer Gabler, Heidelberg 2014, ISBN 978-3-658-05141-9.
- Überzeugen im Vorstellungsgespräch. CreateSpace Independent Publishing Platform, Gummersbach 2014, ISBN 978-1-4952-9698-7.
- Die besten Bewerbungsmuster. CreateSpace Independent Publishing Platform, Gummersbach 2014, ISBN 978-1-4991-2142-1.
- Praktische Psychologie für den Umgang mit Mitarbeitern: die vier Mitarbeitertypen führen. 2., aktual. Ausgabe. Springer Gabler, Heidelberg 2013, ISBN 978-3-593-37988-3.
- Praxishandbuch Mitarbeiterführung. 3., aktual. Auflage, Haufe-Lexware, Freiburg 2013, ISBN 978-3-648-03723-2.
- Der Personalentwickler: Instrumente, Methoden, Strategien. Gabler Verlag, Wiesbaden 2011, ISBN 978-3-8349-2289-2.
- Erfolgsfaktor Potenzialanalyse : aktuelles Praxiswissen zu Methoden und Umsetzung in der modernen Personalentwicklung. Gabler Verlag, Wiesbaden 2010, ISBN 978-3-8349-2260-1.
- Praxishandbuch Mitarbeiterführung. Haufe Mediengruppe, Freiburg 2010, ISBN 978-3-648-00334-3.
- Meine Bewerbung. 5., aktual. Auflage. Haufe Mediengruppe, Planegg 2010, ISBN 978-3-648-00339-8.
- Vorstellungsgespräche. 5., aktual. Auflage. Haufe Mediengruppe, Planegg 2009, ISBN 978-3-448-10082-2.
- Meine Bewerbung : von der Stellensuche bis zur perfekten Bewerbungsmappe. 4., aktual. Auflage. Haufe Mediengruppe, Planegg 2009, ISBN 978-3-448-09506-7.
- Neuorientierung für Führungskräfte : Berater in eigener Sache. 2., aktual. Auflage. Springer Gabler, Wiesbaden 2014, ISBN 978-3-658-05141-9.
- Erfolgreiche Personalauswahl : sicher, schnell und durchdacht. 2., aktual. Auflage,. Gabler Verlag, Wiesbaden 2015, ISBN 978-3-8349-4765-9.
- Die besten Bewerbungsmuster. 4., aktual. Auflage. Haufe Mediengruppe, Freiburg 2009, ISBN 978-3-448-08780-2.
- Praktische Psychologie für den Umgang mit Mitarbeitern : die vier Mitarbeitertypen führen. Campus Verlag, 2008, ISBN 978-3-593-37988-3.
- Jobsuche und Bewerbung - mit dem neuen Gleichbehandlungsgesetz. 5., aktual. Auflage. Haufe Lexware,  Freiburg 2011, ISBN 978-3-648-02369-3.
- Praxishandbuch für Personalreferenten. Campus Verlag, Frankfurt 2007, ISBN 978-3-593-38320-0.
- Jak uspet u prijímacího pohovoru. Grada Publ., Prag 2005, ISBN 80-247-1406-X.
- Die besten Bewerbungsmuster für Führungskräfte. 2., aktual. Auflage, Haufe Mediengruppe,  Freiburg 2006, ISBN 3-448-07239-7.
- Die attraktive Bewerbung. 3., aktual. Auflage. Haufe Mediengruppe, Planegg 2005, ISBN 3-448-07112-9.
- Vorstellungsgespräche: Antidiskriminierung - das sind ihre Rechte! 3., aktual. Auflage. Haufe Mediengruppe, Planegg 2005, ISBN 3-448-06728-8.
- Das Vorstellungsgespräch : richtig vorbereiten - überzeugend auftreten. 2., aktual. Auflage. Haufe Lexware, Freiburg 2006, ISBN 3-448-06196-4.
- Bewerbungstraining. 2., aktual. Ausgabe, CreateSpace, Gummersbach 2015, ISBN 978-1-5143-0243-9.
- Personalauswahl : schnell und sicher Top-Mitarbeiter finden. 2. Auflage. Haufe Mediengruppe,  Freiburg 2002, ISBN 3-448-05124-1.
- Uta Rohrschneider, Stephan Wecke, Michael Lorenz: Kündigung - Abfindung - Neuorientierung : so holen Führungskräfte das Beste für sich raus. Campus Verlag, Frankfurt 2004, ISBN 3-593-37434-X.
- Uta Rohrschneider, Hannah Haarhaus, Sarah Friedrichs, Marie-Christiane Lohmer: Erfolgserprobte Einstellungsinterviews. 2., aktual. Auflage. Business Village, Göttingen 2016, ISBN 978-3-86980-213-8.
- Wolfgang Hellmann, Julia Schäfer, Gunda Ohm, Konrad Rippmann, Uta Rohrschneider (Hrsg.): SOS Krankenhaus - Strategien zur Zukunftssicherung. Kohlhammer, Stuttgart 2020, ISBN 978-3-17-036376-2.